# Tony MacAlpine (album)
Tony MacAlpine è l'album omonimo del chitarrista statunitense Tony MacAlpine pubblicato il 21 giugno 2011.
Per l'album MacAlpine si è avvalso dell'utilizzo, oltre che della classica chitarra a sei corde, anche di una chitarra a sette e ad otto corde.
Stilisticamente può essere considerato come un mix di tutto il suo repertorio in generale, ponendo particolarmente in risalto lo stile dell'ultimo decennio (da Cromaticity in poi), riprendendo anche le sonorità dei Planet X e dei Seven The Hardway.

## Tracce
1. Serpens Cauda - 4:22
2. Ölüdeniz - 5:15
3. Fire Mountain - 4:23
4. Dream Mechanism - 4:18
5. Ten Seconds to Mercury - 4:35
6. Flowers for Monday - 3:05
7. Angel of Twilight - 5:03
8. Pyrokinesis - 3:57
9. Blue Maserati - 4:41
10. Summer Palace - 4:36
11. Salar de Uyuni - 5:40
12. The Dedication - 4:22
13. Donostia (bonus track)